# Chris Wilder
Christopher John Wilder (* 23. září 1967 Stocksbridge) je anglický profesionální fotbalový trenér, který trénuje anglický klub Sheffield United FC, a bývalý profesionální fotbalista, který hrával na pozici pravého obránce.

## Hráčská kariéra
Wilder během své hráčské kariéry působil v Sheffieldu United, Rotherhamu United, Notts County, Bradfordu City, Brightonu & Hove Albionu a Halifaxu Town. V pěti klubech byl také na hostování.

## Trenérská kariéra
Po ukončení kariéry se stal trenérem. V roce 2008 převzal Oxford United, který hrál v Conference National. V roce 2010 postoupil s Oxfordem do League Two.
26. ledna 2014 rezignoval na post manažera Oxfordu a přesunul se do jiného čtvrtoligového týmu, a to do Northamptonu, se kterým v roce 2016 vyhrál League Two a postoupil do League One. Klub po sezóně opustil.
Dne 12. května 2016 se Wilder stal novým trenérem Sheffieldu United, kde podepsal tříletou smlouvu. V roce 2017 s Sheffieldem United postoupil z League One a o dva roky později se mu podařilo dovést tým do anglické Premier League. 13. března 2021 Wilder po vzájemné dohodě opustil klub, který se nacházel na dně Premier League se 14 body z 28 zápasů.
Dne 7. listopadu 2021 byl Wilder jmenován manažerem Middlesbrough. Wilder byl z klubu po neuspokojivých výsledcích 3. října 2022 vyhozen. 7. března 2023 byl Wilder jmenován manažerem Watfordu se smlouvou do konce sezóny.
Dne 5. prosince 2023 byl Wilder po vyhazovu Paula Heckingbottoma dosazen zpátky na lavičku prvoligového Sheffieldu United.